# Четатеа (Телеорман)
Четатеа (рум. Cetatea) насеље је у Румунији у округу Телеорман у општини Радојешти. Oпштина се налази на надморској висини од 86 m.

## Становништво
Према подацима из 2002. године у насељу је живело 526 становника, од којих су сви румунске националности.